# プリンス・マイラー
マイラー（MILER）は、プリンス自動車工業が製造・販売していたボンネットトラックである。
1966年のプリンス自動車工業と日産自動車の合併後も引続き製造・販売されたが、後に日産自動車の同クラストラック「ジュニア」と統合された。

## 歴史

### 初代 OTH型/RTH型/T43型

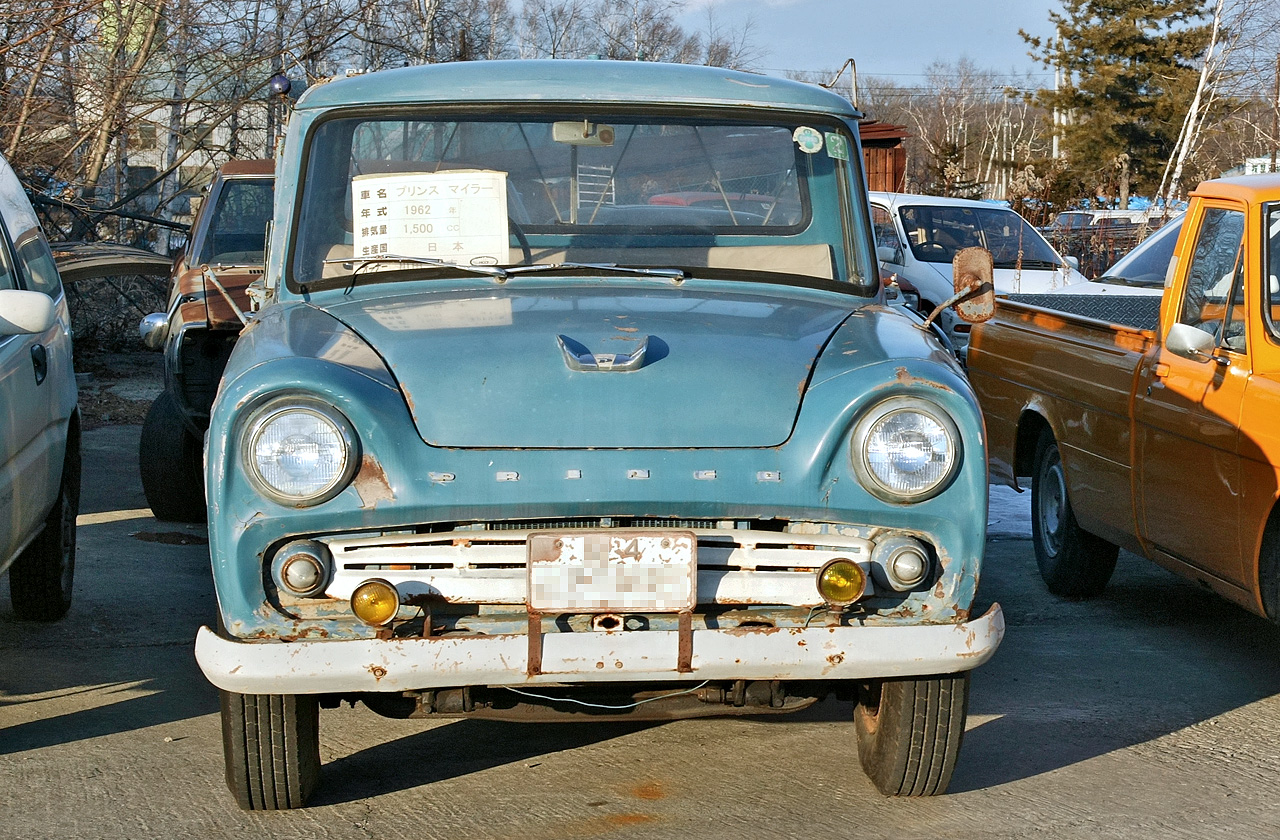
ライトマイラー ARTHS-2改2 （1962年）

- 1957年9月 - 富士精密工業（後のプリンス自動車工業）より、「プリンストラック（AFTF型 1952年3月発売）」の後継車種としてAOTH-1型マイラー発売。
- 1958年4月 - 法規改正により荷台を延長し、ニューマイラー（ARTH-1型）として発売。搭載するエンジンはGA30型。積載量は1.75トン。
- 1959年4月- 軽量1.25トン積のライトマイラーARTHS-1型を発売。
- 1959年10月- マイナーチェンジ、ARTH-2型、ARTHS-2型。70馬力
- 1960年5月- マイナーチェンジ、ARTH-2改1型、ARTHS-2改1型。ハイポイドギアに変更（7.167:1）
- 1960年8月- マイナーチェンジ、ARTH-2改2型、ARTHS-2改2型。フロントグリル変更
- 1961年6月- 1,862ccの GB 型エンジン搭載するスーパーマイラー（BRTH-2型）を発売。
- 1962年5月- スーパーマイラーの積載量が2.0トンへ拡大。
- 1962年8月 - マイナーチェンジでT43型系となる。型式はスーパーマイラーがT431型、ライトマイラーがT430型となる。外観は、つり上がった配置が特徴的な4灯式ヘッドライトとなる。
- 1963年10月- マイナーチェンジ、AT431、AT430。キャビンが130mm延長し荷台長が縮小、スーパーマイラーの積載量が1.75トンへ変更

### 2代目

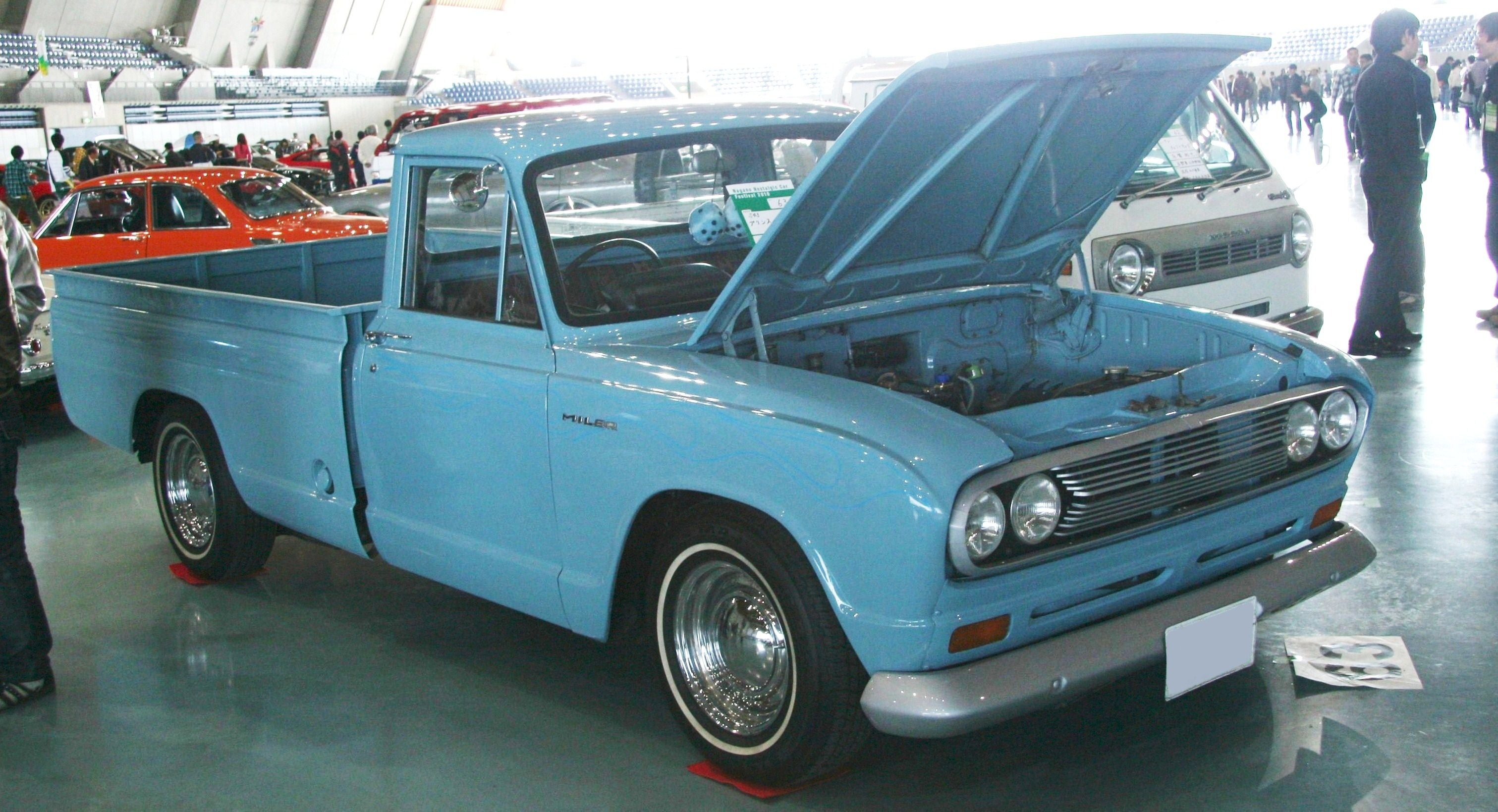
1968年式
「日産・プリンスマイラー」

- 1965年7月 - T440型系発表。フロントサスペンションがダブルウィッシュボーンの独立懸架となり、かつ、2.0トン以下のトラックでは、日本初となる5速マニュアルトランスミッションが設定されるなど、シャシ、動力性能では、同クラスで群を抜く存在となる。搭載されるエンジンは、直列4気筒OHV 1,862ccの G2 型と1,484ccの G1 型。積載量はスーパーマイラー T441型が2.0t、ライトマイラー T440型が1.25t。
- 1967年 - マイラー T447 型 / ライトマイラー T446L 型発売。日産との合併により、車名が「ニッサン プリンス マイラー / ライトマイラー」となる。パワートレインがすべて日産製に変更され、ジュニアとの共通化が図られる。エンジンはそれぞれ直4 OHV H20型、直4 OHV 1,595ccのR型となり、トランスミッションもフルシンクロになりはしたが、他社と変わらぬ4速MTへグレードダウンされ、プリンスらしさは失われた。[1]
- 1970年 - ジュニアに統合される形で販売終了。

## 車名の由来
競馬において1マイル（=約1,600m）のレースを得意とする競走馬の俗称「マイラー」から。